# 부산 강서구의 국회의원

## 행정구역 변천
- 1989년 1월 1일 북구 대저동·강동동·명지동, 김해군 가락면·녹산면, 의창군 천가면에 부산직할시 강서구 설치
- 1995년 1월 1일 부산광역시 강서구

## 부산 강서구의 역대 국회의원 일람
| 대수   | 이름           | 소속정당   | 임기                              | 선거구역                                                                 |
| ------ | -------------- | ---------- | --------------------------------- | ------------------------------------------------------------------------ |
| 제14대 | 송두호(宋斗灝) | 민주자유당 | 1992년 5월 30일 - 1996년 5월 29일 | 강서구 일원                                                              |
| 제15대 | 한이헌(韓利憲) | 신한국당   | 1996년 5월 30일 - 2000년 5월 29일 | 북구·강서구 을: 북구 덕천2동, 강서구 일원                                |
| 제16대 | 허태열(許泰烈) | 한나라당   | 2000년 5월 30일 - 2004년 5월 29일 | 북구·강서구 을: 북구 금곡동 화명동 덕천2동, 강서구 일원                  |
| 제17대 | 허태열(許泰烈) | 한나라당   | 2004년 5월 30일 - 2008년 5월 29일 | 북구·강서구 을: 북구 금곡동 화명1동 화명2동 화명3동 덕천2동, 강서구 일원 |
| 제18대 | 허태열(許泰烈) | 한나라당   | 2008년 5월 30일 - 2012년 5월 29일 | 북구·강서구 을: 북구 금곡동 화명1동 화명2동 화명3동 덕천2동, 강서구 일원 |
| 제19대 | 김도읍(金度邑) | 새누리당   | 2012년 5월 30일 - 2016년 5월 29일 | 북구·강서구 을: 북구 금곡동 화명1동 화명2동 화명3동 덕천2동, 강서구 일원 |
| 제20대 | 김도읍(金度邑) | 새누리당   | 2016년 5월 30일 - 2020년 5월 29일 | 북구·강서구 을: 북구 금곡동 화명1동 화명2동 화명3동 덕천2동, 강서구 일원 |
| 제21대 | 김도읍(金度邑) | 미래통합당 | 2020년 5월 30일 - 2024년 5월 29일 | 북구·강서구 을: 북구 금곡동 화명1동 화명2동 화명3동 덕천2동, 강서구 일원 |
| 제22대 | 김도읍(金度邑) | 국민의힘   | 2024년 5월 30일 -                 | 강서구 일원                                                              |

## 같이 보기
- 강서구 (1992년 부산 선거구)
- 북구·강서구 갑
- 북구·강서구 을
- 강서구 (2024년 부산 선거구)
- 부산 북구의 국회의원
- 부산 사상구의 국회의원
- 부산 사하구의 국회의원
- 기장군의 국회의원
- 김해시의 국회의원
- 양산시의 국회의원
- 창원시의 국회의원